# Virginie Giboire
Virginie Giboire, née le 17 mai 1985, est une cheffe cuisinière française.
Le restaurant Racines dont elle est cheffe a obtenu une étoile au Guide Michelin en janvier 2019. Cela fait de Virginie Giboire une des rares femmes chef étoilées en France.

## Parcours
Virginie Giboire grandit à Rennes où sa grand-mère lui transmet l'amour de la cuisine « Quand j’étais enfant, ma mère travaillait ; le mercredi, on allait chez ma grand-mère qui nous donnait des cours de cuisine. Chaque semaine, on s’attaquait à une recette différente. C’est vraiment comme ça qu’est née ma passion ». Elle effectue son stage de troisième dans un restaurant gastronomique, l’Escu de Runfao, tenu par Alain et Nathalie Duhoux et sait déjà qu'elle veut faire son métier dans la restauration. Après un bac général, elle entre à l'école Ferrandi et se forme au Carré des Feuillants auprès d'Alain Dutournier, au Grand Véfour avec Guy Martin et à La Table du Lancaster avec Michel Troisgros.
Après sa formation elle retourne en 2007 comme cheffe de partie au Grand Véfour. Elle y rencontre son conjoint Fabien Hacques, qui y est sommelier.
Elle travaille ensuite au restaurant bistronomique Itinéraires en pâtisserie puis à partir de 2011 avec Thierry Marx au Mandarin Oriental Paris où elle devient second de cuisine.
En septembre 2017, elle ouvre le restaurant Racines avec son conjoint, rue de l'Arsenal à Rennes.
En 2018, elle est distinguée « Jeune talent » par le Gault et Millau.
En janvier 2019, le guide Michelin décerne une étoile à son restaurant. La même année, le couple décide de déplacer et d'agrandir le restaurant, passage Antoinette-Caillot toujours dans la ville de Rennes.